# 32314 Rachelzhang
32314 Rachelzhang este o planetă minoră (asteroid), cu un diametru de 3,932 km, din centura de asteroizi. A fost descoperită pe 24 august 2000 la Experimental Test Site⁠(d) de Lincoln Near-Earth Asteroid Research. 
Obiectul prezintă o orbită caracterizată de o semiaxă mare de 2,8570286 UAi, o excentricitate de 0,04, o înclinație de 1,15586 ° în raport cu ecliptica.